# Silba consentanea
Silba consentanea är en tvåvingeart som först beskrevs av Walker 1860.  Silba consentanea ingår i släktet Silba och familjen stjärtflugor. Inga underarter finns listade i Catalogue of Life.